# 2370 van Altena
2370 van Altena (1965 LA) là một tiểu hành tinh vành đai chính được phát hiện ngày 10 tháng 6 năm 1965 bởi A. R. Klemola ở El Leoncito.